# سوزان ميرفي
سوزان ميرفي (بالإنجليزية: Susan Murphy)‏ هي إحصائية أمريكية، ولدت في 16 أبريل 1958.